# 京都両洋高等学校
京都両洋高等学校（きょうとりょうようこうとうがっこう）は京都府京都市中京区壬生上大竹町にある私立高等学校である。

## 設置教育組織
- 全日制普通科
  - K特進コース
  - J進学コース
    - 進学系
    - 選抜進学系
    - 英語留学系

  - Jキャリアコース（2020年入学生から）※JSコース（2019年入学生まで）
  - S探究コース（2020年入学生から）※S進学コース（2019年入学生まで）

## 沿革
- 1915年（大正4年）：旧帝国大学への予備校として京都正則予備校設立
- 1925年（大正14年）：旧制中学校として認可をうけ、前身の両洋中学校を開設
- 1952年（昭和27年）：新制高等学校として両洋高等学校を開設
- 1987年（昭和62年）：京都両洋高等学校に改称
- 1995年（平成7年）：週休二日制 導入
- 2007年（平成18年）：「7つの習慣J」のプログラム導入開始
- 2008年（平成19年）：自立学習支援プログラム「すらら」導入 25
- 2013年（平成25年）：国際コースとS.S特進コース合併
- 2016年（平成28年）：第2体育館完成
- 2018年（平成30年）：南郷グラウンド完成
- 2019年（平成31年）：J進学コース国際中国系を日本語学習系に改編
- 2020年（令和2年）：S探究コース、J キャリアコース発足につきコース再編（K 特進コース/ J 進学コース［進学系、英語留学系、日本語学習系］/ J キャリアコース/S 探究コース）
- 2021年 (令和3年)　：ipadを活用した授業を開始、S探究コースにてキャリア探究S授業を開始
- 2024年 (令和6年)　：Jコース再編(選抜進学系/進学系/英語留学系)、日本語学習系をS探究コース、Jキャリアコースに拡充[1]

## 部活動
本記事では著名な部活動のみ記載している。
女子硬式野球部
2012年4月創部。福知山成美高等学校と並び、京都府では数少ない女子硬式野球部の一つである。
第17回全国高等学校女子硬式野球選抜大会では創部4年目ながらベスト4と健闘。2018年に開かれた第22回全国高等学校女子硬式野球選手権大会に同大会2度目の出場にして優勝を成し遂げ、初の全国大会制覇となった。

## 著名な出身者
- 中山吾一 - 聖公会司祭
- 辻井市太郎 - 大阪市音楽団(現Osaka Shion Wind Orchestra)元団長
- 早織 - 女優
- 松本康太 - お笑い芸人（レギュラー）
- 安寿吉 - 小説家
- 長谷川琢真 - 映画監督
- 高塚南海 - 女子プロ野球選手
- 浅野桜子 - 女子プロ野球選手
- 平井菜生 - 女子プロ野球選手
- 田口真奈 - 女子プロ野球選手
- 坂原愛海 - 女子プロ野球選手
- 竹内聖賀 - 女子プロ野球選手
- 白岩優奈 - 女子フィギュアスケート選手[5]
- 河辺愛菜 - 女子フィギュアスケート選手、2022年北京冬季オリンピック日本代表（中京大学附属中京高等学校に転校）
- 森田真沙也 - 男子フィギュアスケート選手（アイスダンス）
- 森口澄士 - 男子フィギュアスケート選手（男子シングル、ペア）
- 万霖-MCゲーム選手
- りーかす - TikToker @ryuseice eスポーツチームFrenzy Esportsのファウンダー兼オーナー@Frenzy_FZ

## 交通
- 京都市営地下鉄東西線 西大路御池駅より徒歩4分
- 阪急京都本線 西院駅より徒歩8分
- JR嵯峨野線 二条駅より徒歩12分
- 京福電気鉄道嵐山本線 西大路三条駅より徒歩2分
- 京都市営バス11・26・27・75・91・202・快速202・203・202・快速202・臨 北野白梅町・「立命館大学」前・臨 西大路四条系統「西大路三条」バス停より徒歩2分
- 京都バス71・72・73・75「西大路三条」バス停より徒歩2分